# Wormser Zeitung
Le Wormser Zeitung est le plus ancien quotidien de Rhénanie-Palatinat . Elle apparaît dans la ville de Worms. Comme l'Allgemeine Zeitung ou le Wiesbadener Kurier, il est publié par VRM GmbH & Co. KG.

## Histoire
Le premier journal, publié à Worms en 1776 par l'éditeur Heinrich Valentin Bender, n'a pas trouvé au départ suffisamment d'annonceurs et de lecteurs. Pour cette raison, le journal semblait au bord de l’extinction au bout d’un an seulement. Le propriétaire de l'imprimerie "OW Kranzbühler Wwe", Maria Elisabeth Kranzbühler, a repris le journal en difficulté et a réussi à aider le jeune hebdomadaire à prospérer avec un nouveau titre, « Reichsstadt Wormsisches Intelligence- und Zeitungs-Manual ». Depuis 1814, le plus ancien journal de Rhénanie-Palatinat porte le titre bien connu de « Wormser Zeitung ». En 1866, le Wormser Zeitung devint un quotidien et paraissait même parfois deux fois par jour.
Le journal a connu des moments difficiles pendant la Seconde Guerre mondiale. Comme beaucoup d’autres journaux, il fut mis au pas. Lorsqu'une bombe frappa la maison d'édition de Worms en 1943, la production fut arrêtée jusqu'à la fin de la guerre en 1945. En raison des dégâts causés à l'imprimerie, il n'a pas été possible de reprendre la production de journaux à Worms dans les premières années après la fin de la guerre, entre autres pour des raisons techniques. Grâce à une coopération avec l'Allgemeine Zeitung Mainz, le journal parut à Worms à partir de 1947 sous le titre « Allgemeine Zeitung – Ausgabe Worms – Neuer Mainzer Anzeiger ». Il ne retrouve son titre original que depuis juin 1956.